# Comachuén
Comachuén är en ort i Mexiko.   Den ligger i kommunen Nahuatzen och delstaten Michoacán de Ocampo, i den södra delen av landet, 290 km väster om huvudstaden Mexico City. Comachuén ligger 2 616 meter över havet och antalet invånare är 4 762.
Terrängen runt Comachuén är kuperad åt nordväst, men åt sydost är den bergig. Runt Comachuén är det ganska tätbefolkat, med 58 invånare per kvadratkilometer. Närmaste större samhälle är Paracho de Verduzco, 17,3 km nordväst om Comachuén. I omgivningarna runt Comachuén växer huvudsakligen savannskog.